# HD 143699
Désignations
HD 143699, également désignée HR 5967, est une étoile de la constellation australe du Loup. Elle est visible à l'œil nu avec une magnitude apparente de 4,89. L'étoile présente une parallaxe annuelle de 7,45 mas mesurée par le satellite Gaia, ce qui indique qu'elle est distante d'environ ∼ 438 a.l. (∼ 134 pc) de la Terre. Elle est très probablement membre (avec une probabilité de 90 %) du sous-groupe Haut-Centaure Loup de l'association Scorpion-Centaure, qui est l'association d'étoiles massives de types O et B la plus proche du Système solaire.
HD 143699 est classée comme une étoile bleu-blanc de type spectral B5/7 III/IV, avec la notation « III/IV » suggérant qu'il s'agit d'une étoile évoluée qui est soit une géante, soit une sous-géante. Cependant, d'après Zorec et Royer (2012), elle n'a accompli que 56 % de sa vie sur la séquence principale. C'est une étoile de type B chimiquement particulière et magnétique, qui montre un champ d'une force quadratique moyennée de (167,2 ± 140,4) × 10−3 T. Elle est pauvre en hélium, c'est-à-dire que son spectre montre une sous-abondance en hélium. Des émissions en ondes radio ont également été détectées dans la direction de l'étoile.
HD 143699 est 4,3 fois plus massive que le Soleil et son rayon est 4,4 fois plus grand que le rayon solaire. Elle tourne rapidement sur elle-même, à une vitesse de rotation projetée de 123 km/s. L'étoile est 438 fois plus lumineuse que le Soleil et sa température de surface est de 14 521 K.